# Frente da Estepe

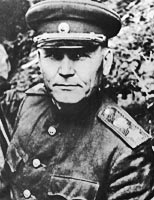
O Marechal Ivan Konev comandou a Segunda Frente Ucraniana a partir de julho de 1943.

A Frente da Estepe (em russo:  Степной фронт), mais tarde rebatizada Segunda Frente Ucraniana (em russo:  2 й Украинский фронт), foi uma frente do Exército Vermelho durante a Segunda Guerra Mundial. 

## Origens
Em 9 de julho de 1943, a Stavka criou uma nova Frente de Reserva na região de Voronej. Ela era formada pelo comando do 2º Exército de Reserva; pelos 27º, 52º, 53º, 46º e 47º exércitos; pelo 4º Exército de Tanques da Guarda; pelo 5º Exército Aéreo; e por oito corpos móveis (Tanque, Tanque da Guarda e Mecanizado). A maioria desses exércitos havia sido transferida da Frente do Noroeste, da Frente do Norte do Cáucaso e da Reserva do Alto Comando Supremo (a reserva da Stavka). Uma ordem de 13 de abril de 1943, renomeou a Frente a partir de 15 de abril como Distrito Militar da Estepe. 
O Distrito Militar da Estepe foi rebatizado Frente da Estepe em 9 de julho de 1943. Ela passou a incluir as forças soviéticas ao oeste do saliente de Kursk ao longo da linha Tula-Ielets-Stary Oskol-Rossosh (Тула-Елец-Старый Оскол-Россошь), e unidades retiradas das batalhas de Stalingrado e Leningrado, dentre outras. Sob o comando do Coronel-general Ivan Konev, de julho a outubro de 1943 ela participou da Batalha de Kursk. 

## Segunda Frente Ucraniana
A frente foi renomeada a Segunda Frente Ucraniana em 20 de outubro de 1943. Durante a segunda Operação Jassi-Kishinev, ela foi liderada pelo General do Exército Rodion Malinovski e compreendeu:
- 6º Exército de Tanques da Guardas - Major-general A. G. Kravchenko
- 4º Exército da Guarda - Galanin
- 7º Exército da Guarda - Tenente-general M. S. Shumilov
- 27º Exército - Tenente-general S. G Trofimenko
- 40º Exército - Tenente-general F. F. Jimachenko
- 52º Exército - Tenente-general K.A. Koroteev
- 53º Exército - Tenente general I. M. Managarov
- 18º Corpo de Tanques - Major-general V. I. Polozkov
- Grupo de Cavalaria-Mecanizada Gorshkov - Major-general S. I. Gorshkov 
  - 5º Corpo de Cavalaria de Guardas
  - 23º Corpo de Tanques - Tenente-general A. O. Akhmanov

Em 1 de Janeiro de 1945, durante o cerco de Budapeste, a Frente consistiu no 7º Exército da Guarda, nos 27º, 40º e 53º exércitos, no 6º Exército de Tanques da Guarda, em um grupo de cavalaria mecanizada consistindo nos 4º e 6º Corpos de Cavalaria da Guarda, e no 5º Exército Aéreo.
Em 10 de junho de 1945, de acordo com uma diretiva Stavka de 29 de maio, a Segunda Frente Ucraniana foi dissolvida. Seus elementos foram incorporados à sede do Distrito Militar de Odessa. 